# Élections législatives de 1951 en Charente
Les élections législatives françaises de 1951 se tiennent le 17 juin. Ce sont les deuxièmes élections législatives de la Quatrième République.

## Mode de scrutin
Représentation proportionnelle plurinominale suivant la méthode du plus fort reste dans 103 circonscriptions, conformément à la loi des apparentements : les listes qui se sont « apparentées » avant l'élection remportent tous les sièges de la circonscription si leurs voix ajoutées obtiennent la majorité absolue des suffrages exprimés. Il y a 629 sièges à pourvoir.
Le vote préférentiel est admis. 
Dans le département du Charente, quatre députés sont à élire.

## Candidats

### Liste du Rassemblement des gauches républicaines
| N° | Candidats | Candidats       | Parti | Principales fonctions                                                                                        |
| -- | --------- | --------------- | ----- | --- |
| 01 |           | Félix Gaillard  | RGR   | Député sortant, ancien Ministre, conseiller général du canton de Baignes, conseiller municipal de Barbezieux |
| 02 |           | Marcel Perrot   | RGR   | Docteur en médecine, conseiller général, conseiller municipal de Confolens                                   |
| 03 |           | Louis André     | RGR   | Expert et exploitant agricole, conseiller général du canton de Villefagnan, maire de Raix                    |
| 04 |           | Gaston Simonnet | RGR   | Propriétaire agricole, négociant, conseiller général du canton de Montmoreau                                 |

### Liste d'Union républicaine et résistante, et antifasciste
| N° | Candidats | Candidats     | Parti | Principales fonctions                                                       |
| -- | --------- | ------------- | ----- | --------------------------------------------------------------------------- |
| 01 |           | Jean Pronteau | PCF   | Licencié en philosophie, ancien résistant, conseiller municipal d'Angoulême |
| 02 |           | Léon Dumeix   | PCF   | Ouvrier de métallurgie à la Fonderie nationale de Ruelle                    |
| 03 |           | André Soury   | PCF   | Cultivateur, Président du Comité cantonal de défense paysanne de Chabanais  |
| 04 |           | Louis Ferrand | PCF   | Docteur en médecine, conseiller municipal d'Angoulême                       |

### Liste du Rassemblement du peuple français
| N° | Candidats | Candidats      | Parti | Principales fonctions                                                     |
| -- | --------- | -------------- | ----- | ------------------------------------------------------------------------- |
| 01 |           | Jacques Furaud | RPF   | Ingénieur, député sortant                                                 |
| 02 |           | Henri Thébault | RPF   | Instituteur libre, conseiller général du canton d'Angoulême-1             |
| 03 |           | Maurice Roux   | RPF   | Instituteur public à La Chapelle                                          |
| 04 |           | René Chaignaud | RPF   | Maire de Fouquebrune, conseiller général du canton de Villebois-Lavalette |

### Liste du Parti socialiste SFIO
| N° | Candidats | Candidats               | Parti | Principales fonctions                     |
| -- | --------- | ----------------------- | ----- | ----------------------------------------- |
| 01 |           | Augustin Maurellet      | SFIO  | Député sortant, maire honoraire de Ruelle |
| 02 |           | Marie-Antoinette Garrou | SFIO  | Ménagère                                  |
| 03 |           | Marcel Simonnet         | SFIO  | Exploitant familial agricole, Rouillac    |
| 04 |           | Jean-Maurice Poitevin   | SFIO  | Professeur, maire de Ruelle               |

### Liste du Mouvement républicain populaire
| N° | Candidats | Candidats        | Parti | Principales fonctions                                         |
| -- | --------- | ---------------- | ----- | ------------------------------------------------------------- |
| 01 |           | Antoine Grisoni  | MRP   | Avocat au barreau d'Angoulême                                 |
| 02 |           | Paul Bergeron    | MRP   | Propriétaire                                                  |
| 03 |           | Lucien Roux      | MRP   | Négociant, Vice-Président de la Chambre de commerce de Cognac |
| 04 |           | Thérèse Chauveau | MRP   | Professeur de lycée                                           |

### Liste du Centre national des indépendants et paysans
| N° | Candidats | Candidats              | Parti | Principales fonctions               |
| -- | --------- | ---------------------- | ----- | ----------------------------------- |
| 01 |           | Maurice Pinassaud      | CNIP  | Agriculteur à Champniers            |
| 02 |           | André Cheminade        | CNIP  | Avocat                              |
| 03 |           | Georges Vergnon        | CNIP  | Agriculteur à Juignac               |
| 04 |           | Jean-Georges Blanchier | CNIP  | Notaire honoraire, La Rochefoucauld |

## Élus
| Député sortant     | Parti | Parti   | Député élu ou réélu | Parti | Parti   |
| ------------------ | ----- | ------- | ------------------- | ----- | ------- |
| Jean Pronteau      |       | PCF     | Jean Pronteau       |       | PCF     |
| Augustin Maurellet |       | SFIO    | Augustin Maurellet  |       | SFIO    |
| Jacques Furaud     |       | MRP     | Jacques Furaud      |       | RPF     |
| Félix Gaillard     |       | Rad soc | Félix Gaillard      |       | Rad soc |

## Résultats

### Résultats à l'échelle du département
- Les listes du RGR, de la SFIO du MRP et du CNIP se sont apparentées.
- Leurs voix cumulées représentant moins de 50% des exprimés, les sièges sont répartis à la proportionnelle entre tous les partis.
- Le score de l'apparentement est considéré comme celui d'une liste pour la répartition générale, ensuite la répartition interne des sièges entre apparentées se fait également à la proportionnelle.

| Parti    | Parti                                            | Tête de liste      | Résultats | Résultats | Sièges |  |
| Parti    | Parti                                            | Tête de liste      | Voix      | %         | Sièges |  |
| -------- | ------------------------------------------------ | ------------------ | --------- | --------- | ------ |  |
|          | Parti communiste français                        | Jean Pronteau      | 46 779    | 31,48     | 1      |  |
|          | Rassemblement du peuple français                 | Jacques Furaud     | 35 211    | 23,69     | 1      |  |
|          | Rassemblement des gauches républicaines *        | Félix Gaillard     | 25 626    | 17,24     | 1      |  |
|          | Section française de l'Internationale ouvrière * | Augustin Maurellet | 18 768    | 12,63     | 1      |  |
|          | Mouvement républicain populaire *                | Antoine Grisoni    | 10 422    | 7,01      | 0      |  |
|          | Centre national des indépendants et paysans *    | Maurice Pinassaud  | 10 346    | 6,96      | 0      |  |
|          |                                                  |                    |           |           |        |  |
| Inscrits | Inscrits                                         | Inscrits           | 113 814   | 100,00    | 4      |  |
| Votants  | Votants                                          | Votants            | 85 042    | 74,72     |        |  |
| Exprimés | Exprimés                                         | Exprimés           | 83 230    | 97,87     |        |  |